# Ibrahim Al-Shahrani
Ibrahim Suwayed Al-Shahrani (en árabe: إبراهيم سويد الشهراني) (Abha, Arabia Saudita, 21 de julio de 1974) es un exfutbolista saudí que jugaba en la posición de centrocampista.

## Clubes
| Club                        | País           | Año       |
| --------------------------- | -------------- | --------- |
| Abha Club                   | Arabia Saudita | 1994-1995 |
| Al-Ahli Saudi Football Club | Arabia Saudita | 1995-2004 |
| Al-Ittihad Jeddah Club      | Arabia Saudita | 2004-2009 |